# Zingiber sadakornii
Zingiber sadakornii là một loài thực vật có hoa trong họ Gừng. Loài này được Pramote Triboun và Kai Larsen miêu tả khoa học đầu tiên năm 2014. Tên gọi thông thường trong tiếng Thái là pu loei dam (ปูเลยดํา) (ở Chaiyaphum).

## Mẫu định danh
Mẫu định danh: Triboun P. 3341 thu thập ngày 25 tháng 7 năm 2003 ở tọa độ 17°4′56″B 101°49′43″Đ / 17,08222°B 101,82861°Đ, rừng lá sớm rụng hỗn hợp tại huyện Nong Hin, tỉnh Loei, đông bắc Thái Lan. Holotype lưu giữ tại Văn phòng Bảo vệ các loại Thực vật ở Băng Cốc, Thái Lan (BK); các isotype lưu giữ tại Đại học Aarhus, Đan Mạch (AAU) và Đại học Khon Kaen ở Khon Kaen, Thái Lan (KKU).

## Từ nguyên
Tính từ định danh sadakornii là để vinh danh Jaray Sadakorn, giám tuyển của Phòng mẫu cây Văn phòng Bảo vệ các loại Thực vật ở Băng Cốc, Thái Lan (BK).

## Phân bố
Loài này có tại các tỉnh Chaiyaphum, Loei ở đông bắc Thái Lan. Môi trường sống là các khu vực thưa cây ở bìa rừng nguyên sinh và rừng tre gần các ngọn đồi đá vôi.

## Mô tả
Các chồi lá cao 1-1,4 m, các bẹ lá có lông tơ, màu xanh lục, dài 3–4 cm. Phiến lá thuôn dài hoặc hình trứng ngược-thuôn dài, 21-25 × 4–6 cm, đỉnh nhọn thon, đáy hình nêm, hai mặt màu xanh lục, thưa lông ở mặt trên, trở thành nhẵn nhụi hoặc có lông dài ở mặt dưới. Cuống lá dài 3–4 mm, có lông tơ. Lưỡi bẹ 2 thùy; các thùy thuôn tròn; dài 4–5 mm, đỉnh thuôn tròn, nhẵn nhụi tới có lông tơ. Cụm hoa 1-2, mọc từ rễ, mọc thẳng đứng từ thân rễ ngầm dưới đất. Cuống cụm hoa dài 9–20 cm, với ~9 bẹ; các bẹ hình elip, dài 4,5–5 cm, mặt ngoài có lông tơ. Cành hoa bông thóc hình elipxoit, 9-10 × 3-3,5 cm. Lá bắc hình trứng ngược, ~3,5 × 3 cm; đỉnh thuôn tròn hay có mấu nhọn, lồi; các lá bắc trên nhỏ hơn, nhẵn nhụi, có lông tơ gần đáy. Lá bắc con thuôn dài, 2,9-3 × 1,5 cm, đỉnh có mấu nhọn, trở thành nhẵn nhụi. Đài hoa dài ~1,2 cm, ống ~0,5 cm, đỉnh 3 răng, có lông nhung gần đáy. Tràng hoa màu vàng; ống tràng dài ~2,7 cm; thùy tràng lưng ~2,2 × 0,9–1 cm; các thùy tràng bên ~2,1 × 0,5 cm. Cánh môi màu vàng đôi khi với đốm màu ánh tía gần đáy; thùy giữa ~1,1 × 1,2 cm; các thùy bên ~6 × 4–5 mm. Bao phấn 1,3-1,4 × 0,4 cm; chỉ nhị ngắn, tới 2mm; phần phụ dài ~1,2 cm, màu vàng. Nhụy lép dài ~5 mm. Bầu nhụy ~4 × 3 mm, có lông nhung. Noãn 32-35 mỗi ngăn. Quả không rõ. Ra hoa từ cuối tháng 7 đến tháng 9.